# Adri van Male
Adri van Male (Philippine, 7 oktober 1910 – Rotterdam, 11 oktober 1990) was een Nederlandse voetballer, die van 1930 tot 1940 in het eerste elftal van Feyenoord actief was.
Adri van Male was doelman bij Feyenoord en speelde 221 competitiewedstrijden voor Feyenoord, waarin hij 2 goals maakte. Een goal maakte hij uit een strafschop en de andere goal uit een verre uittrap.
De keeper won met Feyenoord twee landstitels en twee KNVB bekers.
Hij was een van de 12 Feyenoordspelers die op 27 maart 1937 met een vriendschappelijke wedstrijd tegen het Belgische Beerschot het nieuwe stadion De Kuip inwijdden. Gadegeslagen door 37.825 toeschouwers werd het 5-2 voor Feyenoord in de stromende regen.

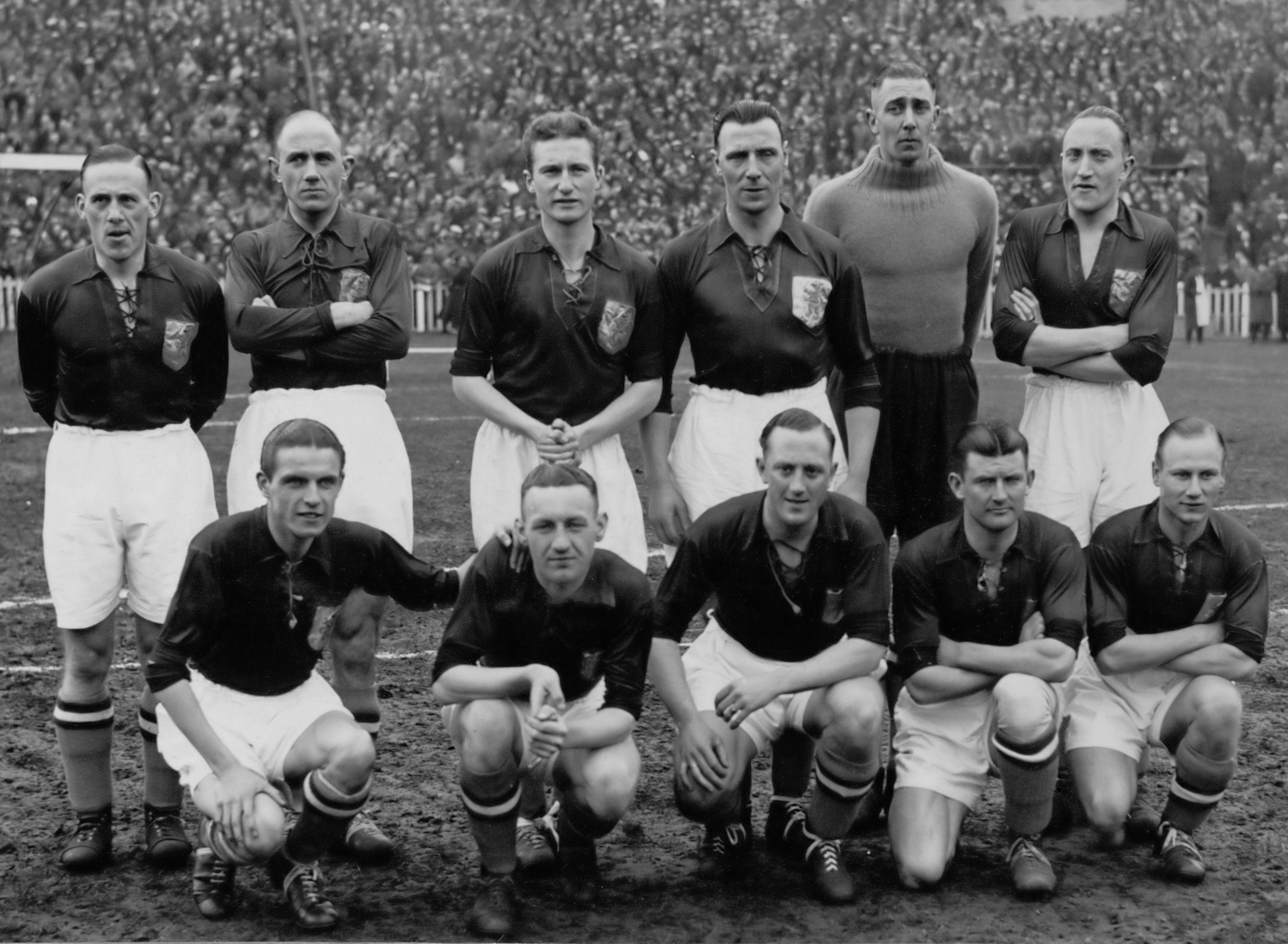
Het Nederlandse elftal (1938): Van Male staand, 2e van rechts

Van Male kwam 15 keer uit voor het Nederlands elftal. Tijdens het WK van 1938 koos de internationale sportpers Van Male tot de beste keeper van het toernooi. Een blessure die hij opliep in de interland tegen België op 21 april 1940 betekende meteen het einde van zijn voetbalcarrière, hierdoor liep hij ook de strijd om de landstitel (zijn derde) mis.

## Na het voetbal
Na zijn actieve carrière als voetballer was Adri van Male werkzaam als referendaris bij de belastingdienst in Rotterdam. Hij werd ook nog benoemd tot Ridder in de Orde van Oranje-Nassau. Later woonde van Male van 1975 tot 1986 in Middelburg. In de Rotterdamse wijk De Veranda zijn sinds 1990 in totaal dertien straten naar voormalige Feyenoord-spelers vernoemd. Een daarvan is vernoemd naar Adri van Male.